# Каха (город)
Каха (араб. قها‎) — город на севере Египта, расположенный на территории мухафазы Кальюбия.

## Географическое положение
Город находится в центральной части мухафазы, в южной части дельты Нила, восточнее рукава Думьят, на расстоянии приблизительно 17 километров к юго-юго-востоку (SSE) от Бенхи, административного центра провинции. Абсолютная высота — 16 метров над уровнем моря.

## Демография
По данным переписи 2006 года численность населения Кахи составляла 26 694 человека.
Динамика численности населения города по годам:
| 1996   | 2006   | 2018   |
| ------ | ------ | ------ |
| 22 896 | 26 694 | 34 686 |

## Транспорт
Ближайший крупный гражданский аэропорт — Международный аэропорт Каира.